# Cromarty
Cromarty ist eine Ortschaft und ehemaliger Royal Burgh in der schottischen Council Area Highland. Sie ist namensgebend für die traditionellen Grafschaft Cromartyshire sowie die Verwaltungsgrafschaft Ross and Cromarty. Cromarty liegt in den Highlands am Cromarty Firth auf der Halbinsel Black Isle. In der Volkszählung des Jahres 2001 hatte Cromarty 719 Einwohner.

## Geschichte
Cromarty ist ein Seehafen an der südlichen Mündung des Cromarty Firth gegenüber von Invergordon. Bis zum Jahre 1890 war Cromarty Kreisstadt des County Cromartyshire.
Der Name Cromarty soll von dem gälischen Wort crom (krumm) und von bati (Bucht) oder àrd (Höhe), herrühren, also „gekrümmte Bucht“ oder, in Anspielung auf die hohen Felsen, die den Eingang zum Fjord umrahmen, „Biegung zwischen den Höhen“ bedeuten. Davon stammt der Titel des Earldom of Cromartie her, das 1264 als Crumbathyn beurkundet wurde.

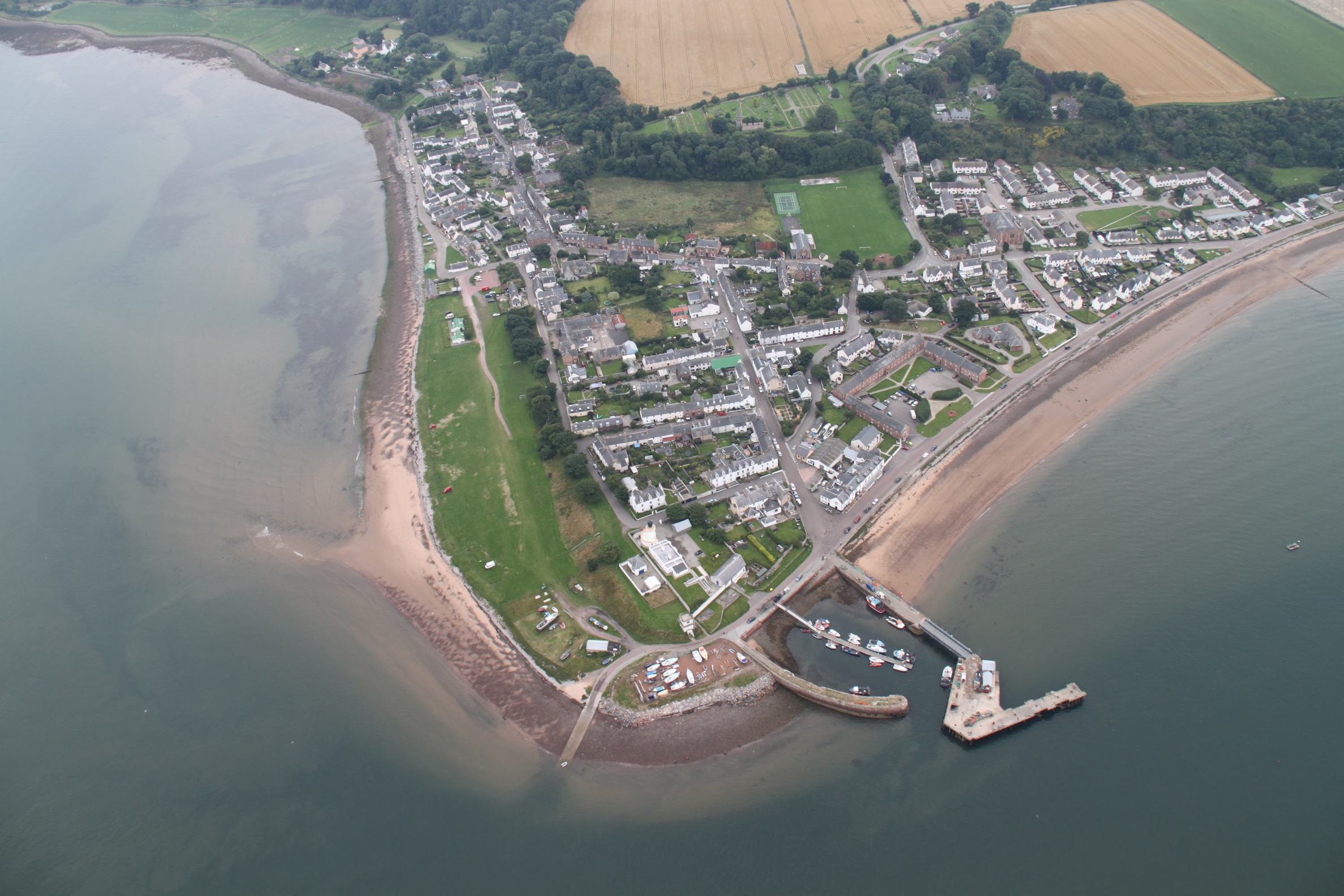
Cromarty Luftbild

Das Städtchen wuchs um seinen Hafen, der ursprünglich als Fährhafen, für den Export von Hanffasern und für die Anlandung von Heringen durch Fisch-Trawler verwendet wurde. Während des Ersten Weltkrieges diente der Hafen als Marinebasis der britischen Seestreitkräfte. Am 30. Dezember 1915 explodierte in der Nähe der Panzerkreuzer Natal mit zahlreichen Todesopfern.
Cromarty ist architektonisch bedeutend, insbesondere durch seine Geschäftshäuser im georgianischen Stil und durch Fischerhäuser in der lokalen Interpretation der Viktorianik. Als hervorragendes Beispiel einer Burgh des 18. und 19. Jahrhunderts gilt Cromarty als „Juwel in der Krone der landestypisch schottischen Architektur“ („the jewel in the crown of Scottish Vernacular Architecture“).
Nach Winterstürmen im Jahre 2012 wurden Überreste der mittelalterlichen Burg aus dem 12. Jahrhundert wiederentdeckt. In der Folge begann ein bürgerschaftliches archäologisches Projekt, die Reste von Gebäuden und Straßen am östlichen Ortsrande zu untersuchen.

## Bildung und Forschung
In Cromarty gibt es eine Grundschule, die Cromarty Primary School, die in einem alten viktorianischen Gebäude untergebracht ist, das früher eine Oberschule beherbergte. Im ehemaligen Leuchtturm von Cromarty, der im Jahre 2006 außer Betrieb ging, befindet sich seit 1990 die Lighthouse Field Station der zoologischen Fakultät der University of Aberdeen. Ihr Forschungsschwerpunkt liegt insbesondere in der Wechselwirkung zwischen anthropogenen Umweltveränderungen und dem Verhalten und der Populationsdynamik von Seevögeln und Meeressäugern.

## Persönlichkeiten
- Thomas Urquhart (1611–1660), Dichter und Übersetzer
- Hugh Miller (1802–1856), Geologe, Schriftsteller und Erzählforscher
- David Urquhart (1805–1877), Diplomat, Politiker und Schriftsteller
- Robert George (1896–1967), General und Gouverneur des australischen Bundesstaats South Australia
- David Maclean, Baron Blencathra (* 1953), Politiker (Conservative Party) und Life Peer